# مارک رایلنس
مارک رایلنس (انگلیسی: Mark Rylance؛ زادهٔ ۱۸ ژانویهٔ ۱۹۶۰) هنرپیشه اهل بریتانیا است. وی از سال ۱۹۸۰ میلادی تاکنون مشغول فعالیت بوده‌است.
در جوایز اسکار سال ۲۰۱۶ وی برای بازی در فیلم پل جاسوس‌ها برنده جایزه اسکار بهترین بازیگر نقش مکمل مرد شد.

## بخشی از فیلم‌شناسی
از فیلم‌هایی که وی در آن نقش داشته‌است می‌توان به نزدیکی (۲۰۰۱)، دختر دیگر بولین (۲۰۰۸)، بلیتز (۲۰۱۱)، بی‌نام (۲۰۱۱)، روزها و شب‌ها (۲۰۱۳)، پل جاسوس‌ها (۲۰۱۵)، غول بزرگ مهربان (۲۰۱۶)، بازیکن شماره یک آماده (۲۰۱۸)، در انتظار بربرها (فیلم) (۲۰۱۹)، یک دست لباس (۲۰۲۲) و بالا رو نگاه نکن (۲۰۲۲) اشاره کرد.